# Diecezja charkowsko-zaporoska
Diecezja charkowsko-zaporoska (łac. Dioecesis Kharkiviensis-Zaporizhiensis, ukr. Харківсько-Запорізька дієцезія) – diecezja rzymskokatolicka na Ukrainie.

## Historia
Diecezja została erygowana 4 maja 2002 przez papieża Jana Pawła II. Wchodzi w skład metropolii lwowskiej. Pierwszym biskupem diecezjalnym został mianowany kapucyn Stanisław Padewski. Na katedrę wyznaczono kościół Wniebowzięcia Najświętszej Maryi Panny w Charkowie. 16 lipca 2009 Benedykt XVI mianował biskupa Mariana Buczka, dotychczasowego biskupa pomocniczego archidiecezji lwowskiej, biskupem koadiutorem diecezji. 19 marca 2009 Benedykt XVI mianował go biskupem diecezjalnym.

## Dane statystyczne
Obszar diecezji zamieszkuje ponad 19 mln ludzi, z czego rzymscy katolicy stanowią 0,4%, tj. 70 000 wiernych. Na terenie diecezji znajduje się 40 parafii, w których łącznie pracuje 30 księży (dane na rok 2005).
Jurysdykcja diecezji Charkowa-Zaporoża obejmuje dekanaty w obwodach charkowskim, dniepropetrowskim, donieckim, ługańskim, połtawskim, sumskim i zaporoskim.

## Biskupi
- Biskup diecezjalny: Pawło Honczaruk (od 2020)
- Biskup pomocniczy: Jan Sobiło (od 2010)
- Biskup senior: Marian Buczek (biskup diecezjalny w latach 2009–2014)

## Zobacz też

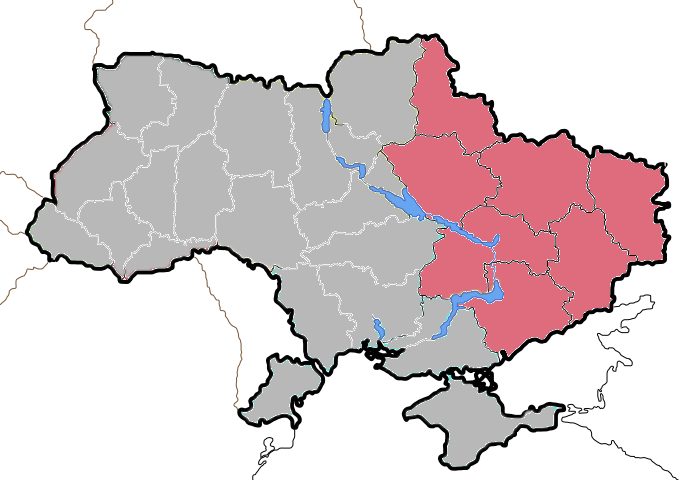
Diecezja na mapie Ukrainy